# Stankovo (Brežice, Slovenija)
Stankovo  je naselje u Općini Brežice u istočnoj Sloveniji. Stankovo se nalazi u pokrajini Dolenjskoj i statističkoj regiji Donjoposavskoj. 

## Stanovništvo
Prema popisu stanovništva iz 2002. godine Stankovo je imalo 9 stanovnika.